# Ottó Onodi
Ottó-Ákos Onodi (* 12. Juli 1994 in Miercurea Ciuc) ist ein rumänischer Eishockeytorhüter, der seit 2015 erneut beim HSC Csíkszereda in der MOL Liga unter Vertrag steht.

## Karriere

### Club
Ottó Onodi begann seine Karriere in der Jugendabteilung des HSC Csíkszereda aus seiner Geburtsstadt Miercurea Ciuc, wo er zunächst in der ungarischen U18-Liga spielte. 2011 wechselte er in die ungarische Hauptstadt Budapest, wo er für den Ferencvárosi TC vor allem in der ungarischen U18- und U20-Liga spielte. Er wurde aber im Alter von erst 17 Jahren auch bereits je einmal in der ungarischen Eishockeyliga und der multinationalen MOL Liga eingesetzt. Nach einem Jahr kehrte er zu seinem Stammverein zurück und kam neben den Einsätzen in der ungarischen und der rumänischen U18-Liga auch zu ersten Spielen in der rumänischen Liga. In der Spielzeit 2013/14 kam er – nun für Csíkszereda – zu seinem zweiten MOL-Liga einsatz, wechselte aber gegen Ende der Spielzeit zum CSM Dunărea Galați, mit dem er 2015 erstmals rumänischer Meister wurde. Anschließend kehrte er zum HSC Csíkszereda zurück, mit dem er 2018 das Double aus Meisterschaft und  Pokalsieg feiern konnte. In der Spielzeit 2016/17 erreichte er die beste Fangquote und den geringsten Gegentorschnitt der rumänischen Liga.

### International
Für Rumänien nahm Onodi im Juniorenbereich jeweils an der Division II der U18-Weltmeisterschaften 2011 und 2012 sowie der U20-Weltmeisterschaft 2013 teil.
Sein Debüt in der Herren-Nationalmannschaft gab er bei den Spielen der Division II der Weltmeisterschaft 2015, als er den geringsten Gegentorschnitt und die drittbeste Fangquote aller Torhüter des Turniers aufwies und damit maßgeblich zum Aufstieg der Rumänen in die Division I beitrug. Auch bei der Weltmeisterschaft 2017, als erneut der Aufstieg gelang, spielte er in der Division II. Dagegen stand er 2016 in der Division I im Kasten der Rumänen, konnte den Abstieg aber nicht vermeiden.

## Erfolge und Auszeichnungen
- 2015 Rumänischer Meister mit dem CSM Dunărea Galați
- 2015 Aufstieg in die Division I, Gruppe B, bei der Weltmeisterschaft der Division II, Gruppe A
- 2015 Geringster Gegentorschnitt bei der Weltmeisterschaft der Division II, Gruppe A
- 2017 Beste Fangquote und geringster Gegentorschnitt der rumänischen Eishockeyliga
- 2017 Aufstieg in die Division I, Gruppe B, bei der Weltmeisterschaft der Division II, Gruppe A
- 2018 Rumänischer Meister und Pokalsieger mit dem HSC Csíkszereda